# IJsbaan Moergestel
De Natuurijsbaan aan de Scheerman is een natuurijsbaan in Moergestel in de provincie Noord-Brabant. De baan is geopend in 2011 ligt op 10 meter boven zeeniveau. 
Niet-erkende ijsbanen